# Michael Berry (Leichtathlet)
Michael Berry (* 12. Oktober 1991 in Seattle) ist ein US-amerikanischer Sprinter.
2010 gewann er mit der US-Stafette bei den Juniorenweltmeisterschaften in Moncton Gold in der 4-mal-400-Meter-Staffel.
2011 wurde er über 400 Meter Dritter bei der NCAA und Fünfter bei den US-Meisterschaften. Er wurde daraufhin für die US-Stafette bei den Weltmeisterschaften in Daegu nominiert. Dort trug er durch einen Einsatz im Vorlauf dazu bei, dass die US-Mannschaft die Goldmedaille in der 4-mal-400-Meter-Staffel holte.
Michael Berry ist 1,85 m groß und wiegt 75 kg. Er studierte bis 2014 an der University of Oregon und trainierte bei Robert Johnson.

## Persönliche Bestzeiten
- 200 m: 21,02 s, 5. April 2014, Eugene
- 400 m: 44,75 s, 8. Juni 2012, Des Moines